# Hinsdale (New York)
Pour les articles homonymes, voir Hinsdale.
Hinsdale est une ville située dans le comté de Cattaraugus, dans l' État de New York, aux États-Unis,. En 2020, elle comptait une population de 2 119 habitants, estimée au 1er juillet 2021 à 2 110 habitants.

## Démographie
Lors du recensement de 2020, la ville comptait une population de 2 119 habitants. Elle est estimée, en 2021, à 2 110 habitants.